# Isolona dewevrei
Isolona dewevrei là loài thực vật có hoa thuộc họ Na. Loài này được (De Wild. & T.Durand) Engl. & Diels mô tả khoa học đầu tiên năm 1900.